# Yong Hye-in
Yong Hye-in, née le 12 avril 1990 à Bucheon (Corée du Sud), est une femme politique sud-coréenne. Elle est députée depuis 2020.

## Biographie
Yong Hye-in est l'une des principales militantes de la campagne de marche silencieuse Stay Where You Are, qui trouve son origine dans une annonce faite lors du naufrage du Sewol en 2014,.
Fondatrice du Parti du revenu de base, elle est élue députée en 2020. Après avoir accouché en 2021, elle est remarquée pour être venue au Parlement avec son enfant,.
En 2022, à la suite de l'incident qui frappe Itaewon (Séoul), une bousculade coûtant la vie à 159 personnes, elle devient membre du comité spécial d'enquête. Ses conclusions ont conduit à la destitution d'un ministre.
Le 5 mai 2023, Journée de l'enfance en Corée du Sud, elle prononce un discours accompagnée de son fils de deux ans, plaidant pour la suppression des « zones interdites aux enfants ».
Yong Hye-In est considérée comme « une ardente défenseure des droits des femmes, des enfants, de la classe ouvrière et d'autres groupes politiquement sous-représentés ».